# Giny

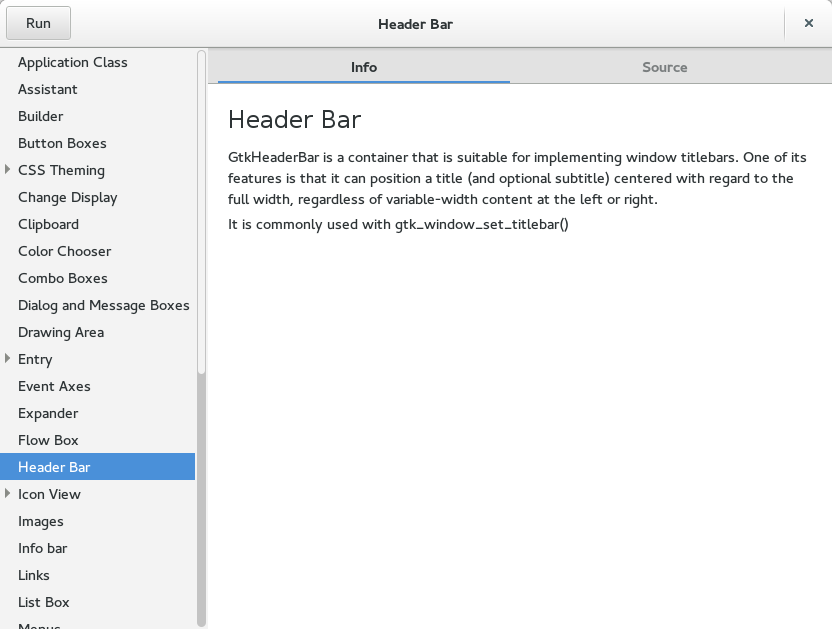
gtk3-demo illustra els controls (giny) en GTK+ versió 3.

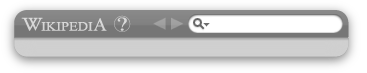
Giny de la wikipedia

En informàtica, un giny (en anglès, widget) és una petita aplicació o programa, usualment presentat en arxius o fitxers petits que són executats per un motor de ginys o Widget Engine. Entre els seus objectius estan els de donar fàcil accés a funcions freqüentment usades i proveir d'informació visual. No obstant això, els ginys poden fer tot el que la imaginació desitgi i interaccionar amb serveis i informació distribuïda a Internet, poden ser vistosos rellotges en pantalla, notes, calculadores, calendaris, agendes, jocs, finestres amb informació del temps a la seva ciutat, etcètera.
Els ginys d'escriptori també es coneixen com a gadgets d'escriptori, i són una nova categoria de mini aplicacions, dissenyades per proveir d'informació o millorar una aplicació o serveis d'un ordinador o ordinador, o bé qualsevol tipus d'interacció a través del World Wide Web, per exemple una extensió d'alguna aplicació de negocis, que ens proveeixi informació en temps real de l'estatus del negoci o organització.
Una característica comuna als ginys és que són de distribució gratuïta a través d'Internet. Van aparèixer originalment en l'ambient del sistema d'accessoris d'escriptori de Mac OS X, actualment Yahoo! ofereix una col·lecció molt àmplia de widgets per a Windows XP i Mac OS X, alhora que existeix una creixent creació de ginys per a Windows Vista que aprofiten l'nou motor gràfic d'aquest sistema conegut com a WinFX, una biblioteca de tecnologies per a Windows Vista també disponible sense cap cost per a Windows 2000, XP i 2003.
També n'hi ha per a GNU/Linux, utilitzant el motor ginys «Superkaramba», que permet l'execució d'una gran quantitat de widgets disponibles des de moltes pàgines a internet, la seva facilitat de programació és sorprenent i en ser de codi obert qualsevol usuari pot personalitzar el seu gust. S'espera que per a finals del 2007, l'escriptori KDE 4.0 pugui executar widgets de Mac OS X.
El model de mini aplicacions de ginys, és molt atractiu per la seva relativament fàcil desenvolupament: molts dels ginys, poden ser creats amb unes quantes imatges i amb poques línies de codi, en llenguatges que van des de XML, passant per JavaScript a Perl, i C# entre d'altres.

## Origen de la paraula Widget
Es considera que la paraula widget prové de la combinació de les paraules window-gadget (que s'interpretaria com aparell, artefacte o dispositiu de finestra), encara que se sap que en 1924 a l'obra titulada Beggar on Horsebackde George S. Kaufman i Marc Connelly, l'heroi de l'obra treballa en una fàbrica que elabora "ginys", que se suposa són articles o matèries primeres.
En Gran Bretanya, la paraula «widget» té un significat addicional, que és el d'un dispositiu petit usat durant la manufactura de certs tipus de cervesa, que ajuda a mantenir baixa la temperatura de la cervesa per períodes prolongats sense refrigeració.

## Els ginys en l'àmbit de la programació gràfica
En el context de la programació d'aplicacions visuals, els ginys tenen un significat més ampli com a component o control visual que el programador reutilitza i tenen un gran valor per a l'usuari, idea íntimament lligada amb el concepte d'interfície gràfica d'usuari (GUI per les sigles en anglès). Vegem alguns detalls sobre aquest tema:
Des d'aquesta perspectiva, un giny, també conegut com a artefacte o control, és un component gràfic, o control, amb el qual l'usuari interacciona, com per exemple, una finestra, una barra de tasques o una caixa de text.
Aquí la paraula widget, vista com la possible unió de window-gadget, adquireix un significat curiós i certament adequat com artefacte o dispositiu de finestra, en aquest cas la finestra d'una interfície gràfica.
Els ginys de vegades es qualifiquen com virtuals per distingir-los dels seus equivalents físics. Per exemple: els botons virtuals poden oprimir amb el cursor del mouse, mentre els botons físics poden pressionar amb els dits.
Per regla general, solen reunir diversos ginys en jocs d'eines deginys. Els programadors els fan servir per construir interfícies gràfiques d'usuari (GUI).